# 诺彦·罗卜僧海力布丹毕儒力莫
诺彦·罗卜僧海力布丹毕儒力莫（1880年—1894年？），蒙古族，图什业图旗（今内蒙古自治区科尔沁右翼中旗）人，第五世诺彦活佛。

## 生平
清朝光绪六年（1880年），第五世葛根罗卜僧海力布丹毕儒力莫转生。他是图什业图旗哈木屯的阿敏布和之子，出身“哈利亚图”（又译“哈日雅图”，意为“属民”）。第五世葛根9岁登位，14岁圆寂。因其圆寂时传染病流行，所以焚尸火葬。